# Ciklotrimetilen
Ciklotrimetilen je spojina ciklonita in RDX-a; uporablja se kot sestavina za izdelavo drugega eksploziva heksogena.